# Michael Osterhold
Michael Osterhold (* 21. Januar 1959 in Bochum) ist ein deutscher Physiker und Autor.

## Werdegang
Nach dem Abitur studierte er ab 1978 Physik an der Ruhr-Universität Bochum. Mit einer Diplom-Arbeit in der Experimentellen Plasmaphysik schloss er das Studium Anfang 1985 ab und war danach vier Jahre als wissenschaftlicher Mitarbeiter am Institut für Experimentalphysik II der Ruhr-Universität tätig. Er wurde 1988 mit einer Dissertation aus dem Gebiet der Laserfluoreszenzspektroskopie an Plasmen zum Dr. rer. nat. promoviert.
Anschließend war er bei Herberts, der Lacksparte von Hoechst, in Wuppertal im Zentralbereich Forschung tätig und für die Zentrale Physik und Qualitätsprüfung verantwortlich. Inhaltlich beschäftigte er sich insbesondere mit der Rheologie und Oberflächencharakterisierung von Lack-Systemen für den Automobilsektor. Nach dem Verkauf von Herberts an DuPont 1999 war er bis 2011 bei DuPont Performance Coatings als Leiter R&D Services EMEA u. a. für die Bereiche Physik, Qualitäts-/Materialprüfung, Bewitterung und Analytik verantwortlich. Er ist Autor zahlreicher Fachpublikationen auf dem Gebiet der physikalischen Charakterisierung von Lacken und Oberflächen. Die Datenbank Scopus verzeichnet 50 wissenschaftliche Publikationen (Stand Mai 2021). Seit 2011 war er bis Ende 2023 selbständig und Lehrbeauftragter für Physik an Hochschulen.

## Auszeichnungen
1995 Farbe-und-Lack-Preis

## Veröffentlichungen (Auswahl)
Fachbücher
- M. Osterhold: Gesättigte Laserabsorption im starkverbreiterten Profil der Balmerlinie D6. Dissertation, Ruhr-Universität Bochum1987 (veröffentl. 1988).
- T. Haase, M. Osterhold: Fehlstellenkatalog – Catalog of Defects. 2. Auflage, Herberts, Wuppertal 1996, Digitale Ausgabe 2008, Nachdruck 2015, ISBN 978-3-7375-2223-6.
- M. Osterhold: Characterising Physical Properties of Coatings – Selected Works. 2nd Ed., Logos Verlag Berlin, 2016, ISBN 978-3-8325-4289-4.
- M. Osterhold: Physikalische Charakterisierung von Lacken – Einführung in Rheologie und Oberflächenanalyse. 2. Auflage, Logos Verlag Berlin, 2019, ISBN 978-3-8325-4957-2.
- M. Osterhold: Physical Characterization of Coatings – Introduction to Rheology and Surface Analysis. Logos Verlag Berlin, 2020, ISBN 978-3-8325-5049-3.

Belletristik
- M. Osterhold: Kleines Logbuch Neuseeland und andere Reiseberichte. agenda Verlag, Münster 2018, ISBN 978-3-89688-613-2.[9][10]